# Energia marinha
Energia Marinha (ou Marítima) é toda energia realizada por movimentos das correntes marítimas, pelas ondas e pelas marés. Existem três tipos principais  de energia marinha:
- Energia Maremotriz - Energia maremotriz é o modo de geração de energia por meio do movimento das marés. Dois tipos de energia maremotriz podem ser obtidos: energia cinética, das correntes devido às marés, e energia potencial pela diferença de altura entre as marés alta e baixa. O aproveitamento da energia das marés pode ser feito a partir de centrais elétricas que funcionam por ação da água dos mares. É necessária uma diferença de 5 metros entre a maré alta e a maré baixa para que o aproveitamento desta energia seja renovável. Atualmente na Europa existem pelo menos duas destas centrais: Uma no norte da França e outra na Rússia.

- Energia das Correntes Marítimas - é uma forma de energia marinha obtida através do aproveitamento da energia cinética das correntes marítimas, como a corrente do Golfo. Embora não seja amplamente usada atualmente, a energia das correntes marítimas possui um importante potencial para a futura geração de eletricidade. As correntes marítimas são mais previsíveis que o vento. Um relatório de 2006 do Departamento do Interior dos Estados Unidos da América estimava que capturando apenas 0,001% da energia disponível na corrente do Golfo, que possui 21 mil vezes mais energia que as Cataratas do Niágara em um fluxo de água que equivale a 50 vezes o fluxo total de todos os rios de água doce do mundo, seria possível suprir 35% das necessidades energéticas da Flórida.

- Energia das Ondas - A energia das ondas ou ondomotriz provém do aproveitamento das ondas oceânicas.A instalação de equipamentos técnicos capazes de gerar este tipo de energia ocorreu pela primeira vez no dia 23 de setembro de 2008 em Portugal, no Parque de Ondas da Aguçadoura, a cerca de três milhas náuticas de Aguçadoura, no município da Póvoa de Varzim.A energia das ondas é uma fonte de energia renovável que resulta da transformação da energia contida nas ondas marítimas em energia elétrica. Este tipo de tecnologia, embora não se encontre disponível de forma comercial, tem vindo a ser desenvolvida desde os anos 70 num conjunto de países com potencial para explorar este tipo de energia, que incluem o Reino Unido, Portugal, Noruega, Japão.